# Ассель, Габриэла
Габриэла Ассель (исп. Gabriela Hassel, род. 30 ноября 1969) — мексиканская актриса и фотомодель.

## Биография
Родилась в 1969 году. Место рождения неизвестно. Она впервые снялась в 5-летнем возрасте в эпизоде детской теленовеллы Мир игрушки, где снималась вместе с известными актёрами Рикардо Блюме, Ирмой Лосано, Иран Йори, Энрике Роча, Эвитой Муньос, Аугусто Бенедико, Адой Карраско, Марией Сорте и другими. В те же годы она обожала сниматься и позировать перед фотокамерами. Родители записали её в Фотомодельное агентство. Была номинирована на конкурс красоты, однако победу одержала родная сестра мексиканского актёра Тоньо Маури Грасиэла. Родители решили, чтобы дочь вернулась в актёрскую профессию и наконец в 1982 году, в 13-ти летнем возрасте юная актриса вновь снимается в кино. Как главная ведущая актриса, дебютировала в 1986 году, затем в 1988 году и наконец в 1989 году в роли сумасбродки Ирис в культовой теленовелле «Просто Мария», сделавшая её популярной. В 1990 году, снимается в теленовеллах «Сила любви» и «Дотянуться до звезды». В 1992 году, снимается в теленовелле «Улыбка дьявола». В 1994 году принимает участие в теленовелле «Розовые шнурки». В 1996 году участвует в теленовелле «Синие дали». В 1996 году в связи с финансовым кризисом в телекомпании Televisa, перешла на киностудию TV Azteca. В 1998 году снимается в теленовелле Перла, последней теленовеллой стала «Пока проходит жизнь».

## Фильмография

### Сериалы телекомпанииTelevisa
- 1989—1990 — Просто Мария — Ирис
- 1990 — Дотянуться до звезды — Таня
- 1990 — Сила любви — Фабиола
- 1992 — Улыбка дьявола — Марили Урибе
- 1994 — Розовые шнурки — Ванесса
- 1996 — Синие дали — Ени

### Сериалы студииTV Azteca
- 1998 — Перла — эпизод
- 2001 — Женские секреты — эпизод
- 2002 — C ветерком — Эмилия
- 2004 — Семейство Санчес — эпизод
- 2004 — Жизнь - это песня — эпизод
- 2007 — Пока проходит жизнь — эпизод

### Сериалы свыше 2-х сезонов
- 1985—2007 — Женщина, случаи из реальной жизни (сезон 1996 года)

### Кино
- 1989 — Без паники

## Награды и премии

### Premios TVyNovelos
- 1990 — Лучшее женское откровение — Сила любви — ПРОИГРЫШ.
- 1995 — Лучшая молодая актриса — Розовые шнурки — ПРОИГРЫШ.